# カツレツ

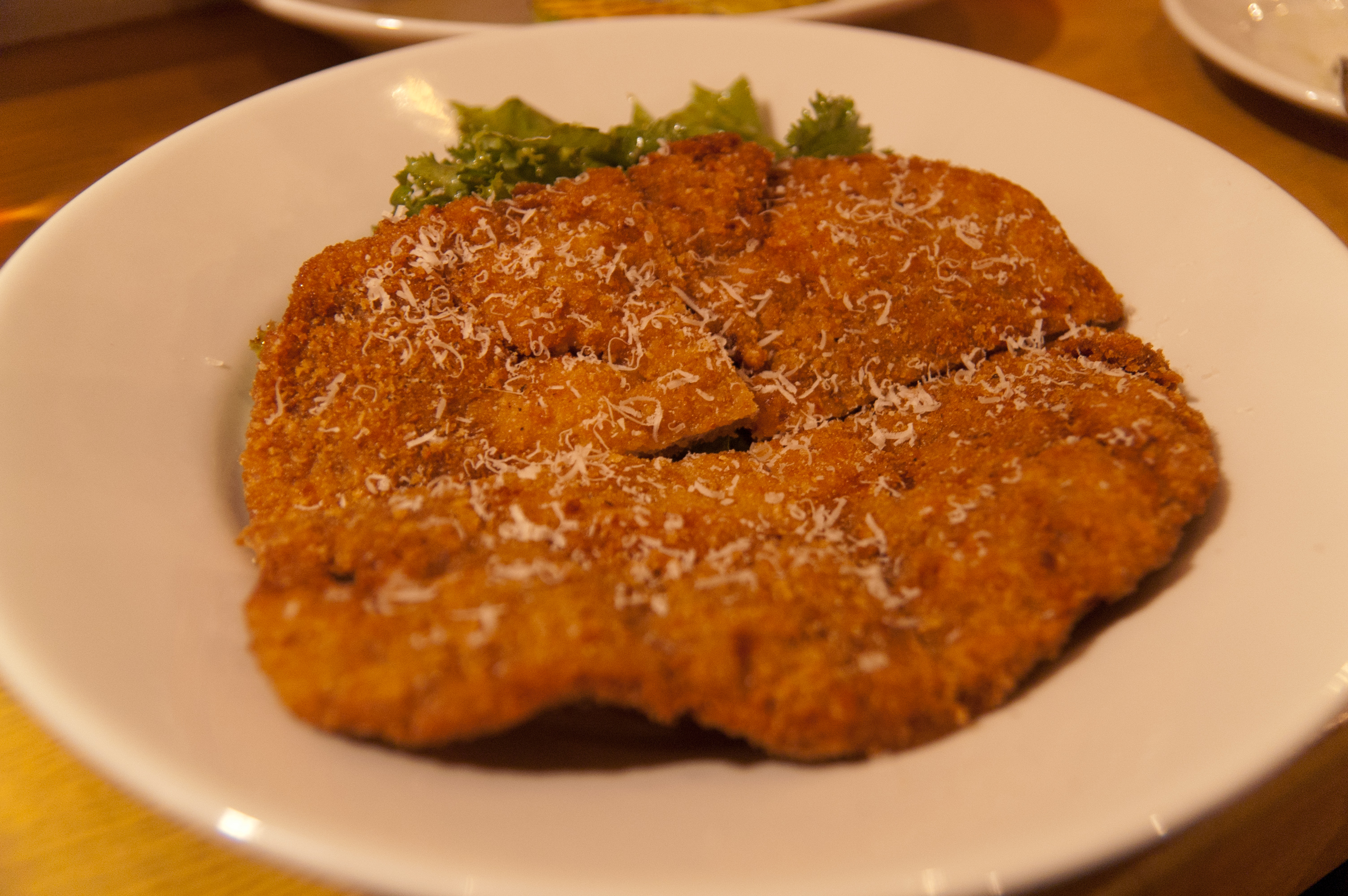
カツレツ

カツレツは、フランス料理のコートレット（côtelette）を日本風にアレンジした洋食（日本の料理）の一つである。côteletteの発音が日本人にはカツレツと聴こえるため、コートレット自体をカツレツと呼ぶこともある。

## 概要

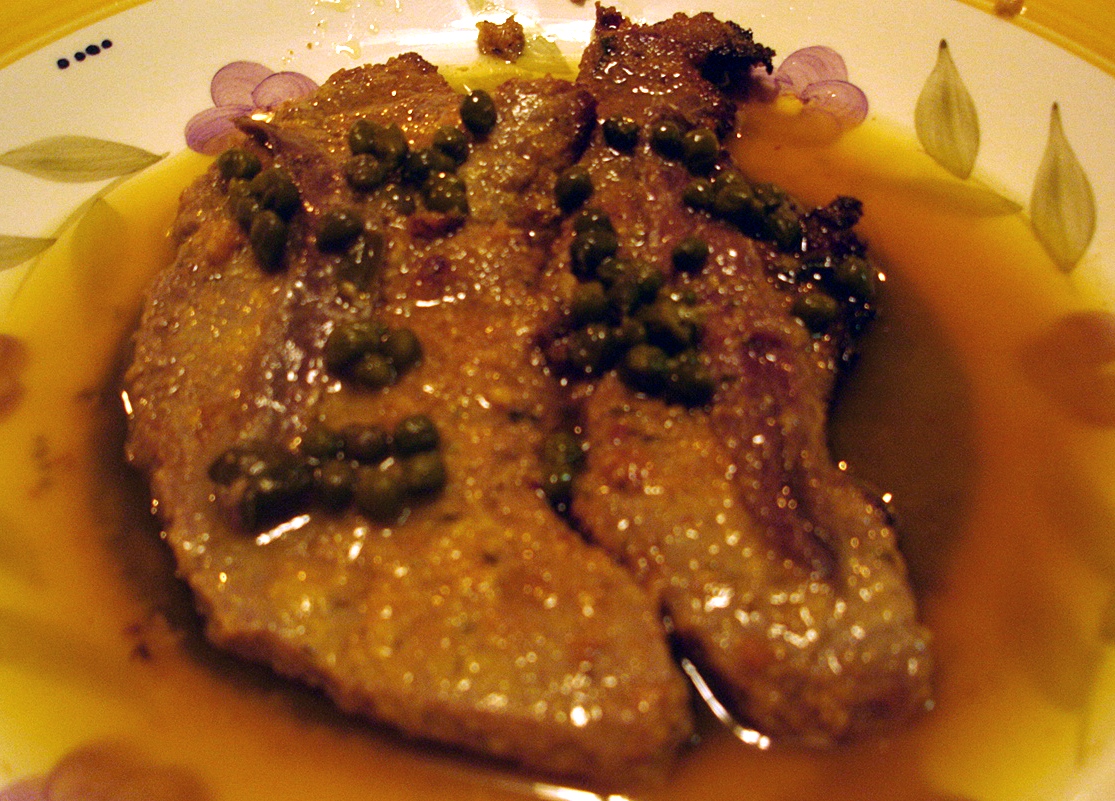
仔牛肉のコートレット

明治時代に日本に伝来したフランス料理のコートレット（côtelette、英語ではカットレット cutlet）を原型とする料理である。元々コートレットは仔牛肉をスライスしたものに細かいパン粉をつけてフライパンなどで炒め焼きする料理であったが、日本では鶏肉や牛肉など他の素材を使って見よう見まねでコートレットを模倣するうち、粒の大きなパン粉を使う、天ぷらと同様に多量の油で揚げるといった改良がほどこされ、「カツレツ」が成立した。さらに、薄切りをやめて厚切りの豚肉を使うなどしてカツレツをより日本人好みに改良した料理が豚カツである。
なお、フランス料理のコートレットは、イタリア料理のコトレッタ（ミラノ風カツレツ）、ドイツ料理（ウィーン料理）のシュニッツェル、ロシア料理、ウクライナ料理のコトレータなどとも関係がある。

## 呼称について

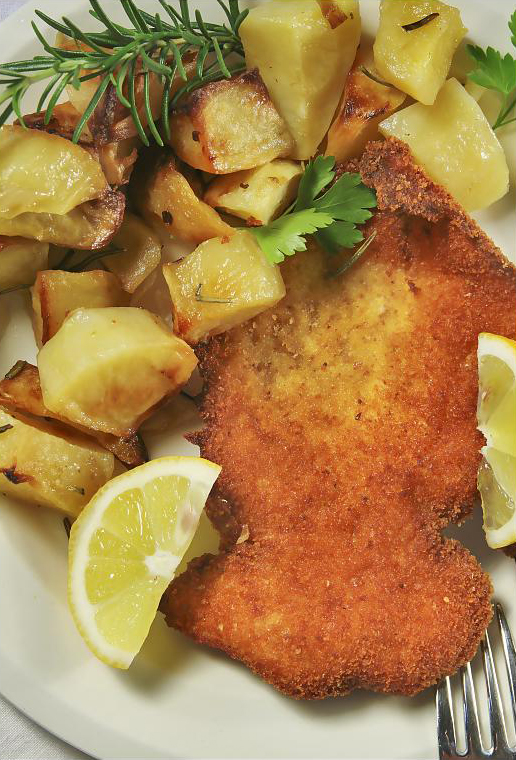
イタリアのコトレッタ
（ミラノ風カツレツ）

歴史的な記録としては、1860年（万延元年）に福澤諭吉が発表した『増訂華英通語』（広東語・英語対訳の単語集にカタカナで読みと訳語を書き加えたもの）に収載に記載された「吉列 Cutlet コットレト」や「吉列鷄 Fowl cullets フハヲル コルレッ」が日本で最古のものであると考えられている。ただし、これらの語には訳語はつけられていない。「吉列」は広東語で「カッリッ」と読み、現在でも香港などでカツレツの訳語として使われている。
明治時代の辞書の中で「カツレツ」の語に対して曷列都、曷烈、麪煮肉という漢字が当てられている。
cutlet という単語は本来、単に肉の小片、あるいは各種の材料を混ぜ合わせて成型した食材を指すものであり、フランス料理においてはパン粉の衣をつけて油で揚げる調理法を意味するものではない（ただしイギリス料理では、薄切りの肉に小麦粉、溶き卵、パン粉をつけて揚げたものを呼ぶ）。そのため諸外国ではオーブンで焼いたり衣をつけずに炒めるなどした肉料理が cutlet と呼ばれている場合もある。
外国人に説明する場合には、katsuretsu あるいは katsu という日本語を用いた方が早い場合がある。日本通の外国人の間では katsu という料理はよく知られており、海外の日本料理店でも katsu という日本語でメニューに載せている例は多い。

## 歴史
東京銀座のフランス料理店「煉瓦亭」にて、フランス料理として提供されていた。同店では、牛肉ではなく豚肉を使用する料理を考案し「ポークカツレツ」と名付け、これは当初薄切りの豚肉を使用しデミグラスソースを掛けて温野菜を添えナイフとフォークで食べるものであった。後に、デミグラスソースの代わりにウスターソースを使用すると共に温野菜の代わりに生の千切りキャベツを添えて皿盛りの御飯と一緒に提供するようになった。シャローフライからディープフライに変化したり、荒い生パン粉等を使用するなどの工夫も行われた。
民間だけでなく、日本陸軍の「兵食（軍隊食）」にもカツレツは取り入れられており、明治後期に編纂し1910年（明治43年）に制定・配賦された陸軍公式レシピ集『軍隊料理法』に他の洋食とともに記載されている。 なお、この『軍隊料理法』でカツレツは「ビーフ、カツレツ（牛肉ノ油揚）」と「ポーク、カツレツ（豚肉ノ油揚）」の二種類がある。日本陸軍の「兵食」にてカツレツは人気メニューであり、『軍隊料理法』を元に昭和期に改訂された『軍隊調理法』でも採用されている。
煉瓦亭式のポークカツレツは、日本の大正時代に蕎麦屋で提供される洋食（カツ丼など）という形で和食化が進んだ。一方では、 1899年（明治32年）ごろ、牛肉を豚肉に換え、天ぷらのように多量の油で揚げる「ポークカツレツ」を考案して人気となる。
「豚カツ」のルーツともされている。昭和4年から昭和7年ごろにかけて、分厚くボリュームのある豚肉を低温のたっぷりとした揚げ油で柔らかく揚げて切り分けたトンカツを、ウスターソースを掛けて和定食のスタイルで食べさせる「とんかつ」店が、東京上野・浅草でブームになり、現在「とんかつ」は日本料理のひとつとして、日本国外でも知られている。原型となったコートレットと比べると、豚肉を使用しただけではなく、厚みのあるスライス肉を使用し粒の大きいパン粉を使用しディープフライの調理法を使用するので、衣はサクサクとし肉は柔らかい食感という違いがある。また切り分けて、生の千切りキャベツを添えて皿盛りのご飯と一緒に提供されウスターソースを掛けてから箸で食べる和食である。

## バリエーション

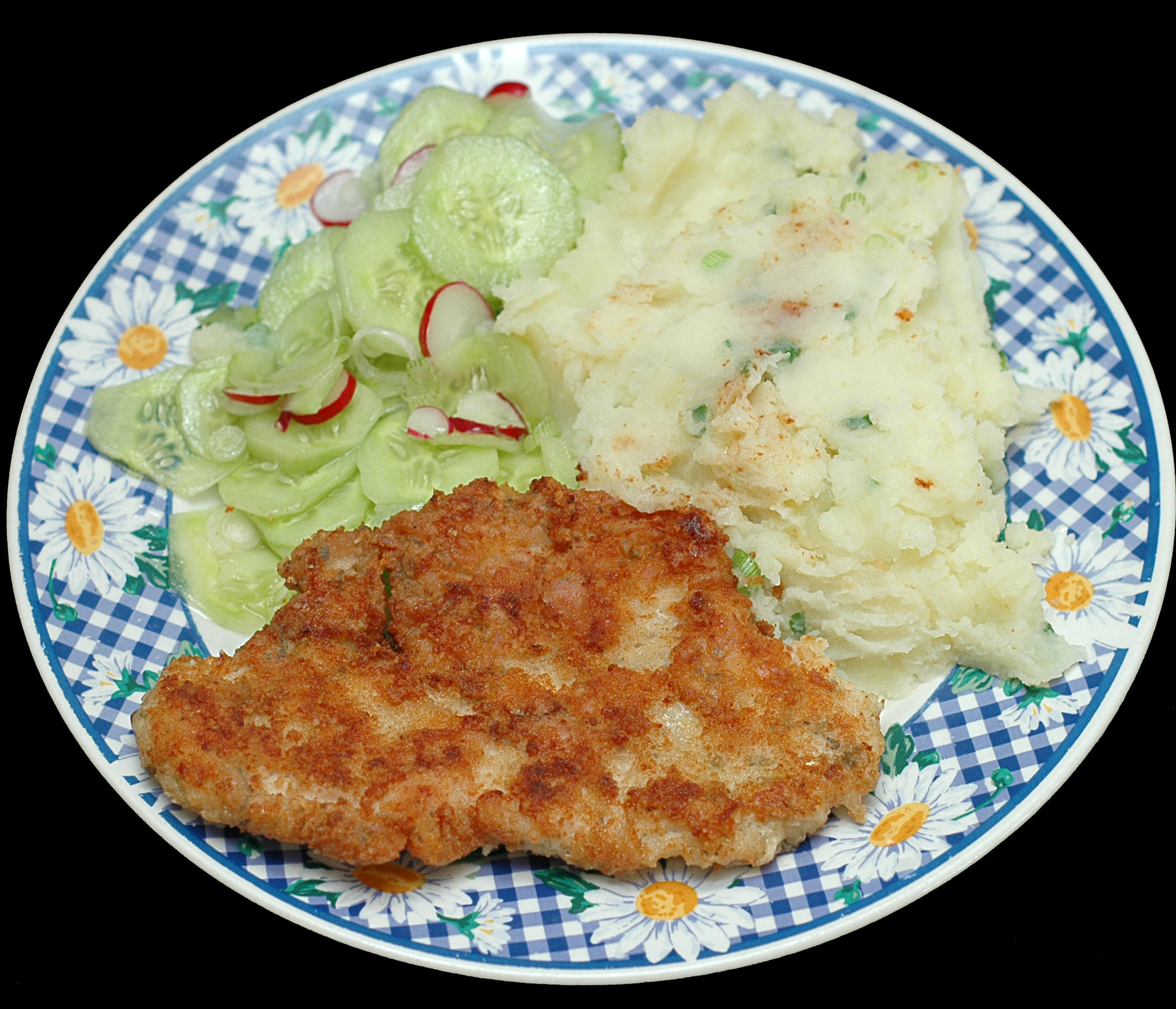
七面鳥のコートレット

元々の仔牛肉ではなく、牛肉・豚肉・鶏肉など、また魚肉類を使用したものもある。
魚肉を使用したものは「ソテー」などとも呼ばれるが、海老を使用したものは「エビのカツレツ」と呼ばれる事が多い。
ハンペンを使用したり、チーズを挟むものもある。
牛肉でも正肉ではなくシビレを使用したイギリスの「シビレのカツレツ」など、多種多様にわたる。ひき肉を使用したものは「ミンスミートカツレツ」と呼ばれていた（メンチカツを参照）。
- メンチカツ - 牛・豚などの挽肉を整形して使用する。
- ハムカツ - 厚く切ったプレスハムを使用する。
- レバカツ - 「レバーフライ」とも呼ぶ。レバーを使用する。
- 海老カツ - 小型の海老を粗挽きし、成形して揚げた料理。エビフライとは異なる。
- マグロカツ - マグロの切り身を使用する。
- 鯨カツ - 鯨肉の切り身を使用する。
- フィッシュカツ、じゃこカツ - 魚肉のすり身を蒸したものを使用する。

魚肉のすり身に衣をつけて揚げたものを、「カツ」と称して販売している駄菓子の例もある。
豚のポークカツレツは略称として「豚カツ」と呼ぶ事もあり、卵とじ・ソースなどで味付けをしてカツ丼ともされる。